# Deutsch-Ungarische Industrie- und Handelskammer
Die Deutsch-Ungarische Industrie- und Handelskammer (DUIHK, ungarisch: Német-Magyar Ipari és Kereskedelmi Kamara) in Budapest ist eine deutsche Auslandshandelskammer in Ungarn. Sie vertritt mehr als 900 Mitgliedsunternehmen im Wirtschaftsverkehr zwischen Ungarn und Deutschland und ist somit der größte bilaterale Unternehmensverband in Ungarn.

## Geschichte
Im Jahr 1920 hatten deutsche Unternehmen die Deutsch-Ungarische Handelskammer (DUHK) gegründet. Sie war gemeinsam mit der Deutschen Wirtschaftskammer für Österreich die erste Gründung einer deutschen Auslandshandelskammer nach dem Ersten Weltkrieg und hatte bis 1945 bestand.
Unmittelbar nach dem politischen Umbruch in Ungarn wurde im Mai 1991 das Delegiertenbüro der deutschen Wirtschaft als Vorgängerorganisation der DUIHK geschaffen. Die DUIHK wurde am 7. Mai 1993 von 34 Unternehmensvertretern gegründet.

## Ziele
Die DUIHK ist ein Zusammenschluss von rund 900 Unternehmen und Institutionen, die an der Pflege und Erweiterung der deutsch-ungarischen Wirtschaftsbeziehungen interessiert sind. Ihre grundlegenden Ziele und Prinzipien sind praxisorientierter Service für Unternehmen, Bilateralität und parteipolitische Neutralität. Satzungsmäßiger Zweck der Kammer ist, die Handels- und Wirtschaftsbeziehungen zwischen der Bundesrepublik Deutschland und Ungarn zu pflegen und die Geschäftsinteressen ihrer Mitglieder zu fördern. Sie ist eine von der Deutschen Industrie- und Handelskammer (DIHK) anerkannte deutsche Auslandshandelskammer und zugleich dessen außerordentliches Mitglied.

## Aufgaben
Die DUIHK wirkt zum einen als Interessenvertretung ihrer Mitglieder. Darüber hinaus unterstützt sie Unternehmen bei der Markterschließung im Ausland. Außerdem betreibt sie Öffentlichkeits- und Lobbyarbeit zur wirtschaftlichen Entwicklung und zu Fragen der bilateralen Zusammenarbeit. Als offizielle Repräsentanz der Freistaaten Bayern und Sachsen in Ungarn fördert sie die Zusammenarbeit auf zwischenstaatlicher Ebene.
Die DUIHK ist Plattform für direkte Unternehmenskontakte und vertritt die Interessen ihrer Mitglieder, insbesondere auch die von kleinen und mittelständischen Unternehmen. Dabei konzentriert sie sich auf hochwertige, praxisorientierte Dienstleistungen zum Markteinstieg und zur Marktexpansion, die Analyse der wirtschaftlichen Entwicklung, die aktive Mitwirkung bei der Verbesserung der Standortqualität, die berufliche Aus- und Weiterbildung sowie die unternehmensorientierte Begleitung von wichtigen wirtschaftlichen, technologischen und gesellschaftlichen Trends.

## Dienstleistungen
Von der DUIHK werden u. a. folgende Dienstleistungen angeboten:
- Marktinformationen
- Markteinstiegs- und Standortberatung
- Geschäftspartnervermittlung
- Personalvermittlung
- Messeservice
- Rechtsberatung
- Mehrwertsteuerrückerstattung
- Aus- und Weiterbildung
- Duale Berufsausbildung
- Veranstaltungsmanagement
- Anzeigenschaltung in den Print- und Online-Medien der DUIHK

## Vorstand
Der Vorstand der DUIHK besteht aus bis zu 19 gewählten, ehrenamtlichen Mitgliedern und wird vom Präsidenten geleitet. Daneben gibt es einen Beirat aus namhaften Persönlichkeiten, der den Vorstand in Sachfragen berät.
Zwischen dem 6. und 16. Mai 2024 hatten die Mitglieder der Kammer auf elektronischem Wege über neue Mitglieder der Führungsgremien und eine Satzungsänderung abgestimmt., die Ergebnisse wurden am 16. Mai 2024 auf der jährlichen Mitgliederversammlung der DUIHK bekanntgegeben. Der Vorstand setzt sich wie folgt zusammen:
- Präsident:

András Sávos, Co-CEO, Mitglied des Vorstandes, MetMax Europe Zrt
- Vizepräsidenten:

1. Markus H. Hilken, Managing Director SAP Labs Hungary, SAP Hungary Kft.
2. Silke Janz, CFO, Mitglied der Geschäftsführung, Penny Market Kft.
3. Achim Weinstock, Geschäftsführer, LKH Leoni Kft.

- Schatzmeister:

Armin Krug, Consultant Partner, PricewaterhouseCoopers Könyvvizsgáló Kft.
- Geschäftsführender Vorstand:

Barbara Zollmann

## Aufsichtsrat
Bei der DUIHK ist gemäß gesetzlicher Vorgaben auch ein Aufsichtsrat tätig. Er ist in der Ausübung seiner Rolle unabhängig, lediglich der Mitgliederversammlung rechenschaftspflichtig und erledigt seine Aufgaben in vertrauensvoller Zusammenarbeit mit dem Vorstand und der Geschäftsführung der DUIHK. Der Aufsichtsrat besteht aus drei Personen, die von der Mitgliederversammlung der DUIHK aus der Mitte der Mitglieder bzw. deren Vertreter für drei Jahre gewählt werden.
- Aufsichtsratsvorsitzender: Roland Felkai, Geschäftsführer, Steuerberater, Rödl & Partner Kft.
- Mitglieder des Aufsichtsrats:

1. Hedvig Szakács, Geschäftsführerin SZPH Kft.
2. Mihály Jankovich, Geschäftsführer, Tiser RiskConsult Kft.